# Юг (притока Північної Двіни)
Юг (рос. Юг) — річка у Вологодській і Кіровській областях Росії, права притока-твірна Північної Двіни (ліва — Сухона). Довжина — 574 км, площа басейну — 35 600 км², витрата води за 35 км від гирла 292 м³/сек. Живлення змішане, з переважанням снігового. Повінь з квітня по червень. Замерзає в кінці жовтня — першій половині грудня, скресає в квітні — початку травня.
У верхній течії розташовано місто Нікольськ, в середньому — селища Кічмензький Городок, Подосиновець, Дем'яново, в гирлі — селище Кузіно. Напроти гирла — місто Великий Устюг.
Притоки: Кіпшеньга, Шарженга, Шопга, Кічменьга, Піжуг, Варжа, Шарденьга — ліві; Пічуг, Єнтала, Пушма, Луза — праві.
Витік річки на височині Північні Ували у верхів'ях тече на південь, сильно петляючи. Перед містом Никольськ робить велику петлю і розгортається на північ. У районі Кічмензького Городка приймає Пічут, Шопгу, Кічменьгу і Піжуг, після чого розширюється більш ніж до 100 метрів і стає доступним для судів у повінь. У середній течії Юг заходить на територію Кіровської області, де протікає через великі селища Подосиновець і Дем'яново.
У нижній течії розширюється до 300—400 метрів, утворює велику кількість стариць, заток і островів. У межень річка на цій ділянці сильно міліє. За 30 кілометрів до гирла в Юг справа впадає найбільша притока — Луза. За 15 км до гирла Юг сполучений протокою з річкою Шарденьгою, що тече паралельно і впадає в Юг кілометром вище за гирло самого Югу.
Юг зливається з Сухоною, утворюючи Північну Двіну. Напроти гирла — місто Великий Устюг.